# André Paccard
Pour les articles homonymes, voir Paccard.
André Paccard, né le 15 février 1929 à Annecy-le-Vieux et mort le 24 mars 1995 à Nice, est un décorateur, homme d'affaires et écrivain français. Il a notamment rédigé un ouvrage de près de 1 100 pages sur l'art islamique au Maroc.

## Biographie
André Paccard naît le 15 février 1929 à Annecy-le-Vieux (Haute-Savoie) en France.
En 1973, à la suite de la tentative de coup d'État dans le palais de Skhirat le 10 juillet 1971 et se soldant notamment par l'assassinat du précédent décorateur du Souverain Alaouite, il se rend à Rabat au Maroc, où il mène des restaurations d'œuvres d'art islamique sous l'égide du roi Hassan II pendant plus de dix ans. Par l'entremise de son bureau d'études Atelier 74, il emploie des centaines de personnes dans la région d'Annecy. Pendant leurs travaux au Maroc et à la suggestion du roi Hassan II, André Paccard décide de rédiger et de publier un ouvrage sur l'art islamique au Maroc, « sur ses fonds propres ». avec la collaboration de Léo Gaget publicitaire d'Annecy, du photographe Philippe Saharoff et de l'artiste marocain Tayeb Saddiki. Le roi autorise l'accès aux palais du royaume, un privilège réservé à peu de personnes dans lesquels Philippe Saharoff prend des clichés pendant un peu plus de 18 mois.
Propriétaire de la Compagnie des bateaux du lac d’Annecy, il fait la commande d'un bateau baptisé le Libellule  qui sera mis en service en mai 1984 et est capable d'accueillir jusqu'à 500 personnes
En 1987, la société est mise en  faillite après l’arrêt des commandes et des non paiements par l’État Marocain et le roi du Maroc de plus de centaines de millions dues,. Le groupe est ensuite racheté par le groupe Bernard Tapie qui le revendra en 1990.
André Paccard meurt le 24 mars 1995 à Nice.

## Œuvres
- 1979 : Le Maroc et l'Artisanat traditionnel islamique dans l'architecture (ouvrage collectif sous les directives d'André Paccard)
- 1980 : Les Fantasias marocaines
- 1981 : Le Maroc et l’Artisanat traditionnel islamique dans l’architecture, 2 vol., 1098 p.
- 1982 : Études sur la situation économique de l’artisanat architectural marocain
- 1986 : Mamounia, Marrakech, Maroc[5] [extraits sur Gallica]